# برنامج تعزيز المناخ

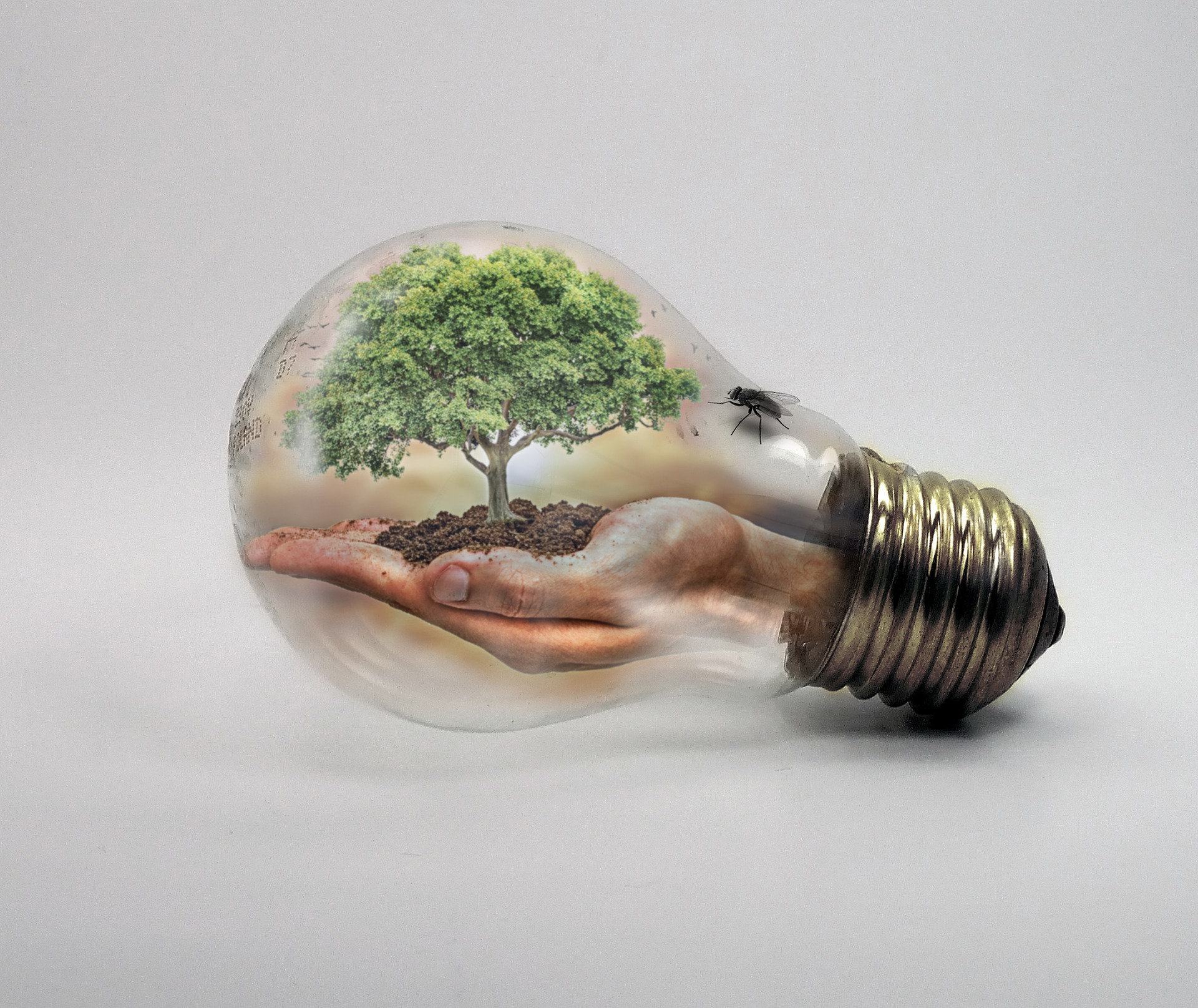
برنامج تعزيز المناخ

العمل من أجل تمكين المناخ (ACE) هو مصطلح اعتمدته اتفاقية الأمم المتحدة الإطارية بشأن تغير المناخ (UNFCCC). يشير إلى المادة 6 من النص الأصلي للاتفاقية (1992)، مع التركيز على ستة مجالات ذات أولوية: التعليم والتدريب، وتوعية الجمهور، ومشاركة الجمهور، ووصول الجمهور إلى المعلومات، والتعاون الدولي بشأن هذه القضايا. وقد تم تحديد تنفيذ المجالات الستة على أنها العامل المحوري لكل فرد من أجل فهم التحديات المعقدة التي يمثلها تغير المناخ والمشاركة في حلها. تنعكس أهمية ACE في الأطر الدولية الأخرى مثل أهداف التنمية المستدامة (SDGs ، 2015)؛ برنامج العمل العالمي للتعليم من أجل التنمية المستدامة (GAP on ESD، 2014)؛ اتفاقية آرهوس (2011)؛ اتفاقية اسكازو (2018) وإرشادات بالي (2010).
تدعو ACE الحكومات إلى تطوير وتنفيذ برامج تعليمية وتوعية عامة، وتدريب الموظفين العلميين والتقنيين والإداريين، وتعزيز الوصول إلى المعلومات، وتعزيز المشاركة العامة في معالجة تغير المناخ وآثاره. كما يحث البلدان على التعاون في هذه العملية من خلال تبادل الممارسات الجيدة والدروس المستفادة وتعزيز المؤسسات الوطنية. يسترشد هذا النطاق الواسع من الأنشطة بأهداف محددة يُنظر إليها مجتمعةً على أنها ضرورية للتنفيذ الفعال لإجراءات التكيف مع تغير المناخ والتخفيف من آثاره، ولتحقيق الهدف النهائي لاتفاقية الأمم المتحدة الإطارية بشأن تغير المناخ.

## التاريخ
كانت المادة 6 جزءًا من اتفاقية الأمم المتحدة الإطارية بشأن تغير المناخ منذ اعتماد نص الاتفاقية في 9 مايو 1992. وقد تم التأكيد على أهمية التعاون الدولي في تحقيق المادة 6 في المادة 10 (هـ) من بروتوكول كيوتو، المعتمدة في عام 1997. في نيودلهي، 2002، اعتمد المؤتمر الحادي عشر للأطراف (COP 11) «برنامج عمل نيودلهي» (2002-2007)- ليكون بمثابة إطار مرن للعمل الذي تقوده البلدان بشأن المادة 6 في معالجة الاحتياجات والظروف الخاصة للأطراف، وتعكس أولوياتها ومبادراتها الوطنية. في عام 2007، قام مؤتمر الأطراف 13 (في بالي) بتعديل برنامج عمل نيودلهي ومدده لمدة خمس سنوات (2007-2012) وطلب أن تنظم أمانة اتفاقية الأمم المتحدة الإطارية بشأن تغير المناخ حلقات عمل إقليمية كجزء من استعراض برنامج العمل، وتقاسم الدروس المستفادة وأفضل الممارسات. وعقدت حلقات عمل في أوروبا (2009)، وآسيا والمحيط الهادئ (2009)، والدول الجزرية الصغيرة النامية (2010)، وأفريقيا (2010)، وأمريكا اللاتينية ومنطقة البحر الكاريبي (2010).
في الدوحة، 2012، اعتمد مؤتمر الأطراف الثامن عشر برنامج عمل الدوحة الثماني بشأن المادة 6 من اتفاقية الأمم المتحدة الإطارية بشأن تغير المناخ (2012-2020). يدعو هذا البرنامج الأطراف إلى تعيين وتقديم الدعم، بما في ذلك الدعم التقني والمالي، والوصول إلى المعلومات والمواد إلى نقطة اتصال وطنية للمادة 6 من اتفاقية الأمم المتحدة الإطارية بشأن تغير المناخ. علاوة على ذلك، اتفقت الأطراف على تنظيم حوار سنوي أثناء الدورة بشأن المادة 6 من اتفاقية الأمم المتحدة الإطارية بشأن تغير المناخ لعرض وتعزيز العمل ذي الصلة. منذ عام 2013، وفر الحوار السنوي منبراً للأطراف وممثلي الهيئات ذات الصلة المنشأة بموجب اتفاقية الأمم المتحدة الإطارية بشأن تغير المناخ والخبراء والممارسين وأصحاب المصلحة ذوي الصلة لتبادل خبراتهم وتبادل الأفكار وأفضل الممارسات والدروس المستفادة فيما يتعلق بتنفيذ برنامج عمل الدوحة.
في يونيو 2015، في الحوار السنوي الثالث حول المادة 6 في بون، تقرر أن الجهود المتعلقة بتنفيذ المادة 6 سيشار إليها باسم العمل من أجل التمكين المناخي (ACE): مصطلح سهل الاستخدام ولا لبس فيه للإحالة بالمادة 6 من اتفاقية الأمم المتحدة الإطارية بشأن تغير المناخ، مقابل المادة 6 الهامة للغاية من اتفاق باريس. الدورة 20 لمؤتمر الأطراف في ليما، ديسمبر 2014 اعتمد «إعلان ليما الوزاري بشأن التعليم وإذكاء الوعي»، مع إعادة التأكيد على أهمية المادة 6 من اتفاقية الأمم المتحدة الإطارية بشأن تغير المناخ في تحقيق هدفها النهائي وفي تعزيز التنمية المستدامة المقاومة للمناخ. في عام 2015 في الدورة الحادية والعشرين لمؤتمر الأطراف (باريس)، وافقت الحكومات على التعاون في اتخاذ التدابير، حسب الاقتضاء، لتعزيز التعليم والتدريب وتوعية الجمهور والمشاركة العامة ووصول الجمهور إلى المعلومات المتعلقة بتغير المناخ، مع الاعتراف بأهمية هذه الخطوات لتعزيز الإجراءات بموجب اتفاق باريس. في عام 2016، عقد الحوار السنوي الرابع حول ACE في بون وتم الانتهاء من المراجعة الوسيطة لبرنامج عمل الدوحة. سيتم إجراء المراجعة النهائية لبرنامج عمل الدوحة في عام 2020. عقد الحوار السنوي الخامس حول ACE في بون يومي 15 و 16 مايو حول مواضيع «التعليم» و «التدريب» و «التعاون الدولي».

## عناصر ACE الستة
تتناول ACE جميع المجالات الستة ذات الأولوية للمادة 6: التعليم والتدريب وتوعية الجمهور ووصول الجمهور إلى المعلومات والمشاركة العامة والتعاون الدولي. يمكّن التعليم الناس من فهم أسباب وعواقب تغير المناخ، واتخاذ قرارات مستنيرة واتخاذ الإجراءات المناسبة لمواجهة تغير المناخ. يوفر التدريب المهارات التقنية والمعرفة المتقدمة اللازمة لدعم الانتقال إلى الاقتصادات الخضراء والمجتمعات المستدامة والمرنة المقاومة للمناخ. تشرك حملات التوعية العامة الناجحة المجتمعات والأفراد في الجهد المشترك اللازم لتنفيذ السياسات الوطنية والدولية المتعلقة بتغير المناخ. إن ضمان مشاركة الجمهور في صنع القرار ووصول الجمهور إلى المعلومات يزود الناس بالأدوات والفرص التي يحتاجونها للعب دور أكثر نشاطًا. ويمكن تعزيز جميع هذه العناصر من خلال التعاون الدولي. يمكن للحكومات والمنظمات أن تدعم بعضها البعض بالموارد والأفكار والإلهام لتطوير برامج العمل المناخي.

## المبادئ التوجيهية لأنشطة ACE
يقدم القسم ب (14) من برنامج عمل الدوحة مبادئ توجيهية حول نهج وخصائص أنشطة ACE. في حين أن جميع النقاط التسع المدرجة في القسم ب (14) مهمة، فمن المناسب التأكيد (د)، واعتماد نهج بين الجنسين والأجيال.

### نهج النوع الاجتماعي
يعني نهج النوع الاجتماعي ضمان أن تكون الإجراءات المناخية مستجيبة للنوع الاجتماعي وتعزز مشاركة المرأة في صنع القرار. في حين أن النساء يشكلن ما يقرب من 50٪ من سكان العالم، فإن النساء في العديد من البلدان أقل قدرة على التأقلم مع- والتعرض أكثر- للآثار السلبية لتغير المناخ لأن نفوذهن الاقتصادي والسياسي والقانوني أقل. لذلك، فإن دعم تمكين المرأة والاعتماد على تجاربهن ومعرفتهن ومهاراتهن سيجعل الاستجابات لتغير المناخ أكثر فعالية.

### بين الأجيال
تشير الأجيال إلى إشراك الناس من جميع الأعمار في إيجاد حلول لتغير المناخ، مع الأخذ بعين الاعتبار نقاط ضعف الشباب وكبار السن، الذين لديهم قدرة منخفضة على التعامل بشكل مستقل. من المرجح أن تكون الأجيال القادمة هي الأكثر عرضة لتأثيرات تغير المناخ، ومع ذلك فهي أيضًا الأقل تمثيلًا في القرارات الحالية بشأن العمل المناخي. في الوقت نفسه، يشيخ سكان العالم بسرعة كبيرة. بحلول عام 2050، سيكون حوالي 1 من كل 5 أشخاص فوق سن 60؛ من المتوقع أن يتضاعف عدد أولئك الذين يبلغون من العمر 80 عامًا وأكبر أربع مرات. بالإضافة إلى الشباب وكبار السن، فإن الأشخاص الضعفاء الآخرين مثل النساء والفئات المهمشة تقليديًا (مثل الشعوب الأصلية والأقليات العرقية والأشخاص ذوي الإعاقة) لديهم قدرة محدودة على المشاركة في صنع السياسات، والمخاطر التي يتم تجاهلها إذا لم يتم تلبية احتياجاتهم مدرجة بشكل صريح في التخطيط. تسعى هياكل صنع القرار الرسمية إلى ضمان مشاركة الأشخاص الأكثر ضعفاً والأقل تمثيلاً، مع الاعتراف بضرورة استثمار الجهود المتخصصة في إشراك المجتمعات الضعيفة.

## الأطر الدولية المتعلقة بـ ACE
أهداف التنمية المستدامة (SDGs)
المقال الرئيسي: أهداف التنمية المستدامة
في قمة الأمم المتحدة للتنمية المستدامة في 25 سبتمبر 2015، اعتمد قادة العالم خطة التنمية المستدامة لعام 2030، والتي تتضمن مجموعة من 17 هدفًا من أهداف التنمية المستدامة (SDGs) و 169 هدفًا مرتبطًا لإنهاء الفقر وعدم المساواة والظلم، ومعالجة تغير المناخ بحلول عام 2030. تعتمد أهداف التنمية المستدامة على الأهداف الإنمائية للألفية، وثمانية أهداف لمكافحة الفقر التزم العالم بتحقيقها بحلول عام 2015. وتتجاوز أهداف التنمية المستدامة الجديدة وجدول أعمال الاستدامة الأوسع نطاقًا بكثير من الأهداف الإنمائية للألفية. ثلاثة من الأهداف الـ 17 والهدفين المرتبطين بها لها صلة خاصة بـ ACE:
- الهدف 4: التعليم الجيد: ضمان التعليم الجيد الشامل والعادل وتعزيز فرص التعلم مدى الحياة للجميع، وخاصة الهدف 4.7: «بحلول عام 2030 ضمان حصول جميع المتعلمين على المعرفة والمهارات اللازمة لتعزيز التنمية المستدامة، بما في ذلك من بين أمور أخرى من خلال التعليم من أجل التنمية المستدامة وأنماط الحياة المستدامة، وحقوق الإنسان، والمساواة بين الجنسين، وتعزيز ثقافة السلام واللاعنف، والمواطنة العالمية، وتقدير التنوع الثقافي ومساهمة الثقافة في التنمية المستدامة».
- الهدف 13: الإجراءات المناخية: اتخاذ إجراءات عاجلة لمكافحة تغير المناخ وآثاره، ولا سيما الهدف 13.3: «تحسين التعليم، وزيادة الوعي، والقدرات البشرية والمؤسسية بشأن التخفيف من آثار تغير المناخ والتكيف معه والحد من آثاره والإنذار المبكر».
- الهدف 16: تعزيز مجتمعات عادلة وسلمية وشاملة، وخاصة الهدف 16.10: «ضمان وصول الجمهور إلى المعلومات وحماية الحريات الأساسية، وفقًا للتشريعات الوطنية والاتفاقات الدولية» والهدف 16.7: «ضمان اتخاذ قرار تمثيلي وشامل وتشاركي وتمثيلي صنع على جميع المستويات.»[1]

### برنامج العمل العالمي للتعليم من أجلالتنمية المستدامة(GAP على التعليم من أجل التنمية المستدامة)
تم عقد الأمم المتحدة للتعليم من أجل التنمية المستدامة من عام 2005 إلى عام 2014، بهدف التأكيد على التعليم بجميع أشكاله (الرسمية وغير الرسمية وغير الرسمية) كعنصر لا غنى عنه لتحقيق التنمية المستدامة. في نوفمبر 2014، كمتابعة رسمية لإدارة التنمية المستدامة، أطلقت اليونسكو برنامج العمل العالمي (GAP) للتعليم من أجل التنمية المستدامة بهدف عام هو توسيع نطاق العمل في مجال التعليم من أجل التنمية المستدامة في جميع أنحاء العالم. نظرًا لارتباطها القوي بالتنمية المستدامة، توفر GAP حول التعليم من أجل التنمية المستدامة إطارًا ممتازًا لفهم أنواع التعليم والتدريب ومبادرات التوعية العامة التي تساعد على تمكين الناس من جميع الأعمار من فهم وتنفيذ حلول لحل المشكلات المعقدة التي يمثلها تغير المناخ.

### اتفاقية آرهوس
المقال الرئيسي: اتفاقية آرهوس
توفر اتفاقية الوصول إلى المعلومات والمشاركة العامة في صنع القرار والوصول إلى العدالة في المسائل البيئية (اتفاقية آرهوس) الإطار الدولي الرئيسي الذي ينظم مثل هذه الأمور. تمنح اتفاقية آرهوس الحقوق العامة وتفرض التزامات على السلطات الحكومية فيما يتعلق، في جملة أمور، بمشاركة الجمهور في صنع القرار البيئي. في عام 2015، نُشرت توصيات ماستريخت بشأن تعزيز المشاركة العامة الفعالة في صنع القرار في المسائل البيئية كأداة عملية لتحسين مشاركة الجمهور في صنع القرار البيئي، بما في ذلك توصيات الممارسات الجيدة. [1]

### اتفاقية اسكازو
المقال الرئيسي: اتفاق اسكازو
الاتفاق الإقليمي بشأن الوصول إلى المعلومات والمشاركة العامة والعدالة في المسائل البيئية في أمريكا اللاتينية ومنطقة البحر الكاريبي (اتفاق إسكازو)، الذي اعتمد في 4 مارس 2018 تحت رعاية لجنة الأمم المتحدة الاقتصادية لأمريكا اللاتينية ومنطقة البحر الكاريبي (ECLAC)، يقدم أداة قوية لتمكين المناخ والعمل في بلدان أمريكا اللاتينية ومنطقة البحر الكاريبي. من خلال وضع معايير إقليمية بشأن الوصول إلى المعلومات والمشاركة العامة والعدالة، يمكنها تعزيز مشاركة المجتمع المحلي وأصحاب المصلحة المتعددين في قضايا تغير المناخ. كما ينص على تدابير محددة لتعزيز وحماية المدافعين عن المناخ. يتوفر مزيد من المعلومات على: http://www.cepal.org/en/escazuagreement.

## مبادئ بالي بالي التوجيهية بشأن المبدأ 10
من أجل تحفيز وتسريع العمل لتنفيذ المبدأ 10 من إعلان ريو، اعتمدت الحكومات المبادئ التوجيهية لوضع تشريعات وطنية بشأن الوصول إلى المعلومات والمشاركة العامة والوصول إلى العدالة في المسائل البيئية في الدورة الاستثنائية الحادية عشرة لمجلس إدارة برنامج الأمم المتحدة للبيئة/ المنتدى البيئي الوزاري العالمي في بالي، إندونيسيا. توضح هذه المبادئ التوجيهية الطوعية استعداد الحكومات لإشراك الجمهور بشكل أكثر شمولاً على جميع المستويات لحماية وإدارة البيئة والموارد ذات الصلة.